# Cassida flaveola
Cassida flaveola — жук підродини щитоносок з родини листоїдів.

## Поширення
Зустрічається по всьому Палеарктичному регіону, включаючи Далекий Схід, але немає на території Китаю. Інтродукований в Нову Англію та Канаду.

## Екологія та місцезнаходження
Кормовими рослинами цього виду є деякі види гвоздикових (Caryophyllaceae): роговик (Cerastium vulgatum), гонкенія бутерлаковидна, або морянка (Honckenya peploides), м'яковолосник водний (Malachium aquaticum), шпергель польовий (Spergula arvensis), зірочник гайовий (Stellaria nemorum) і зірочник злакоподібний (Stellaria graminea).